# Saint-Georges-de-Commiers
Saint-Georges-de-Commiers ist eine französische Gemeinde mit 2691 Einwohnern (Stand 1. Januar 2022) im Département Isère in der Region Auvergne-Rhône-Alpes. Sie gehört zum Kommunalverband Grenoble Alpes Métropole.

## Geographie
Saint-Georges-de-Commiers liegt etwa 18 Kilometer südlich von Grenoble im Tal des Drac.

## Bevölkerungsentwicklung
| Jahr                       | 1962 | 1968 | 1975 | 1982 | 1990 | 1999 | 2006 | 2017 |
| -------------------------- | ---- | ---- | ---- | ---- | ---- | ---- | ---- | ---- |
| Einwohner                  | 559  | 816  | 892  | 1276 | 1679 | 1887 | 1990 | 2276 |
| Quellen: Cassini und INSEE |      |      |      |      |      |      |      |      |

## Sehenswürdigkeiten
- Die beiden Kirchen Saint-Pierre und Saint-Georges sind als schützenswerte Denkmale (Monuments historiques) eingestuft. Saint-Georges wurde um das Jahr 1080 im Stil der Romanik errichtet, Saint-Pierre in der Mitte des 12. Jahrhunderts.[1]
- Der Bahnhof an der Bahnstrecke Lyon–Marseille ist zugleich Ausgangsbahnhof einer 1888 gegründeten Eisenbahnstrecke zwischen Saint-Georges-de-Commiers und La Mure. Sie wurde ursprünglich zum Kohletransport zwischen den beiden Orten eingerichtet, von 1978 bis 2010 verkehrte dort die Museumsbahn Chemin de fer de La Mure.[2]

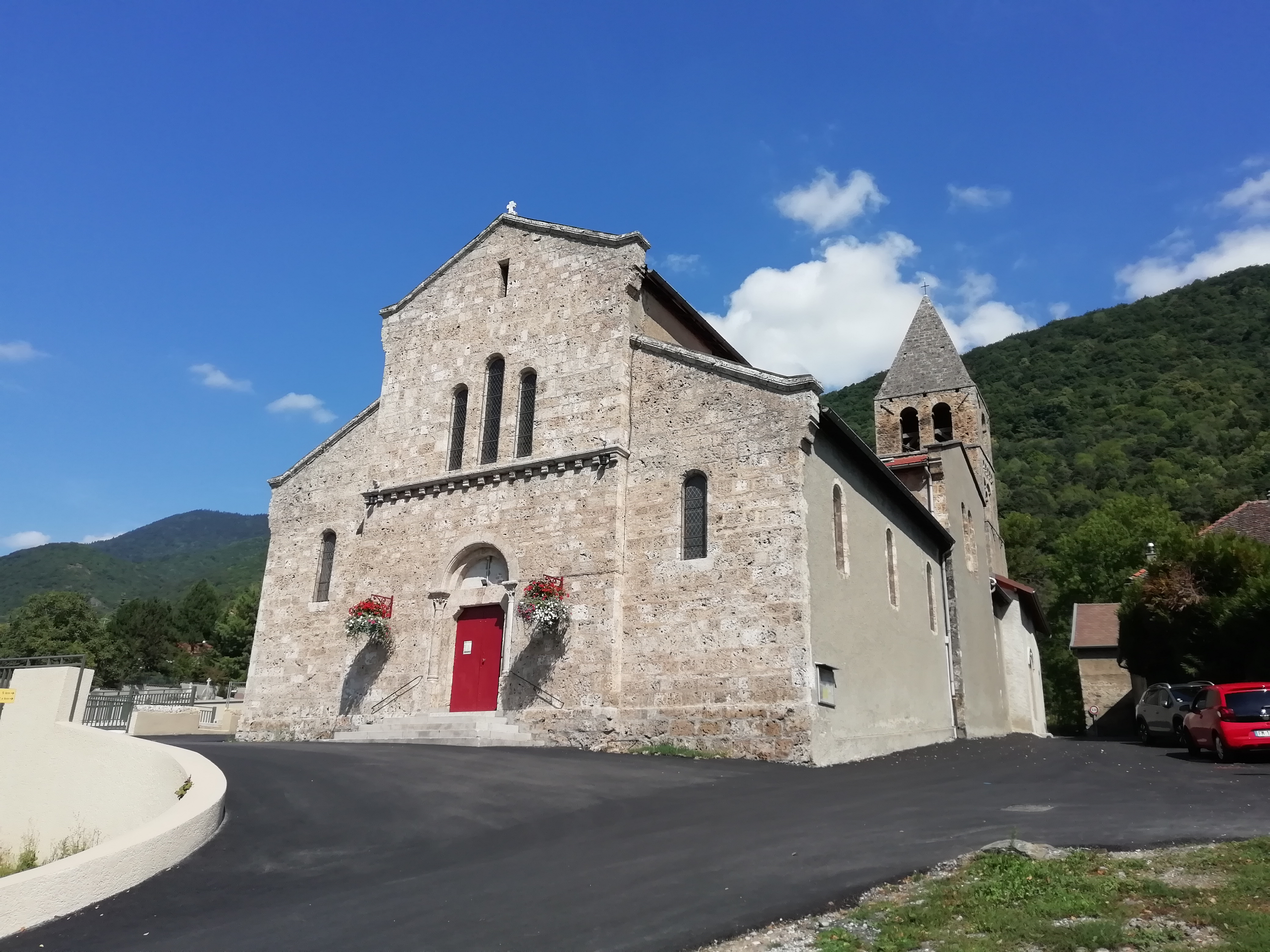
Kirche Saint-Pierre
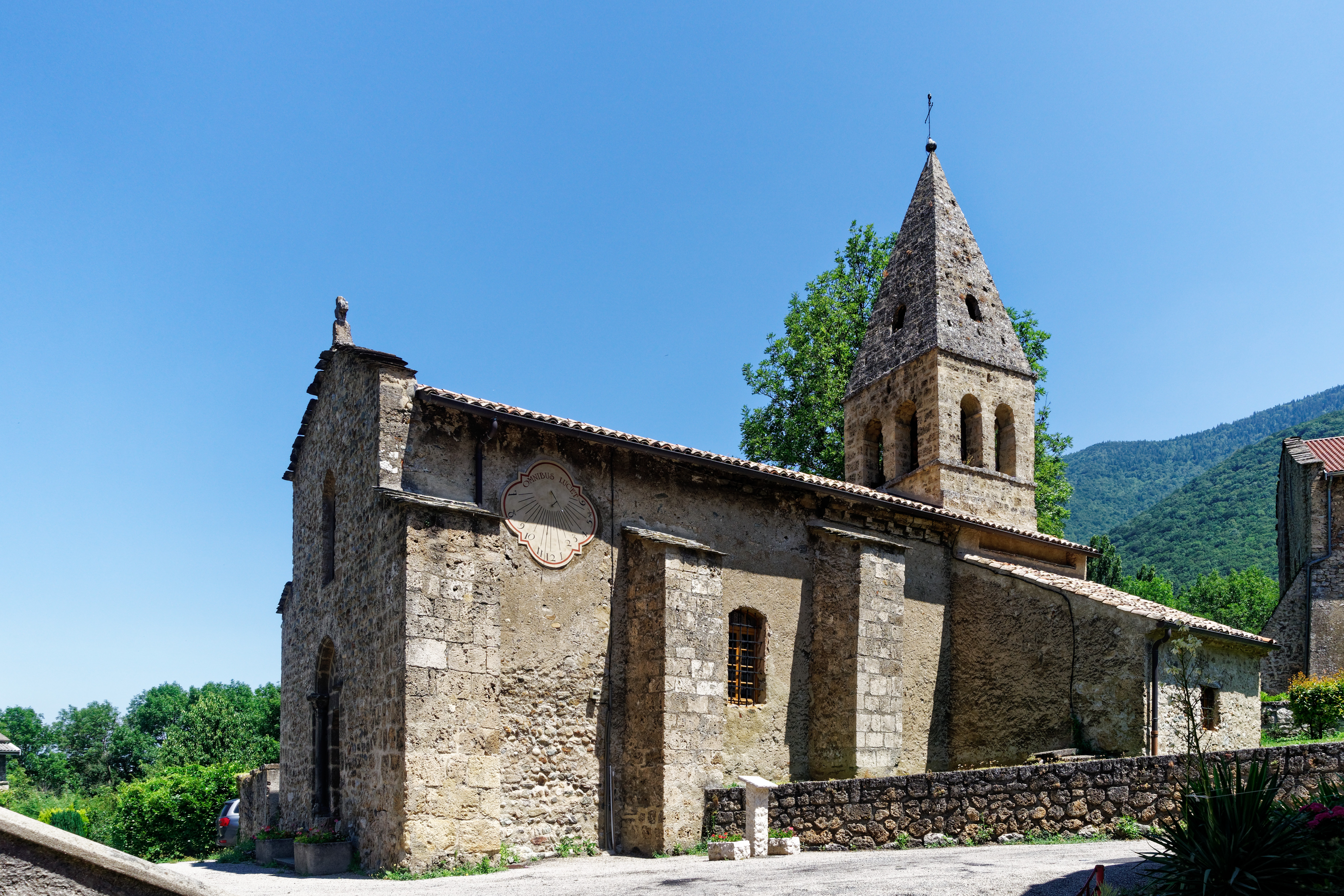
Kirche Saint-Georges
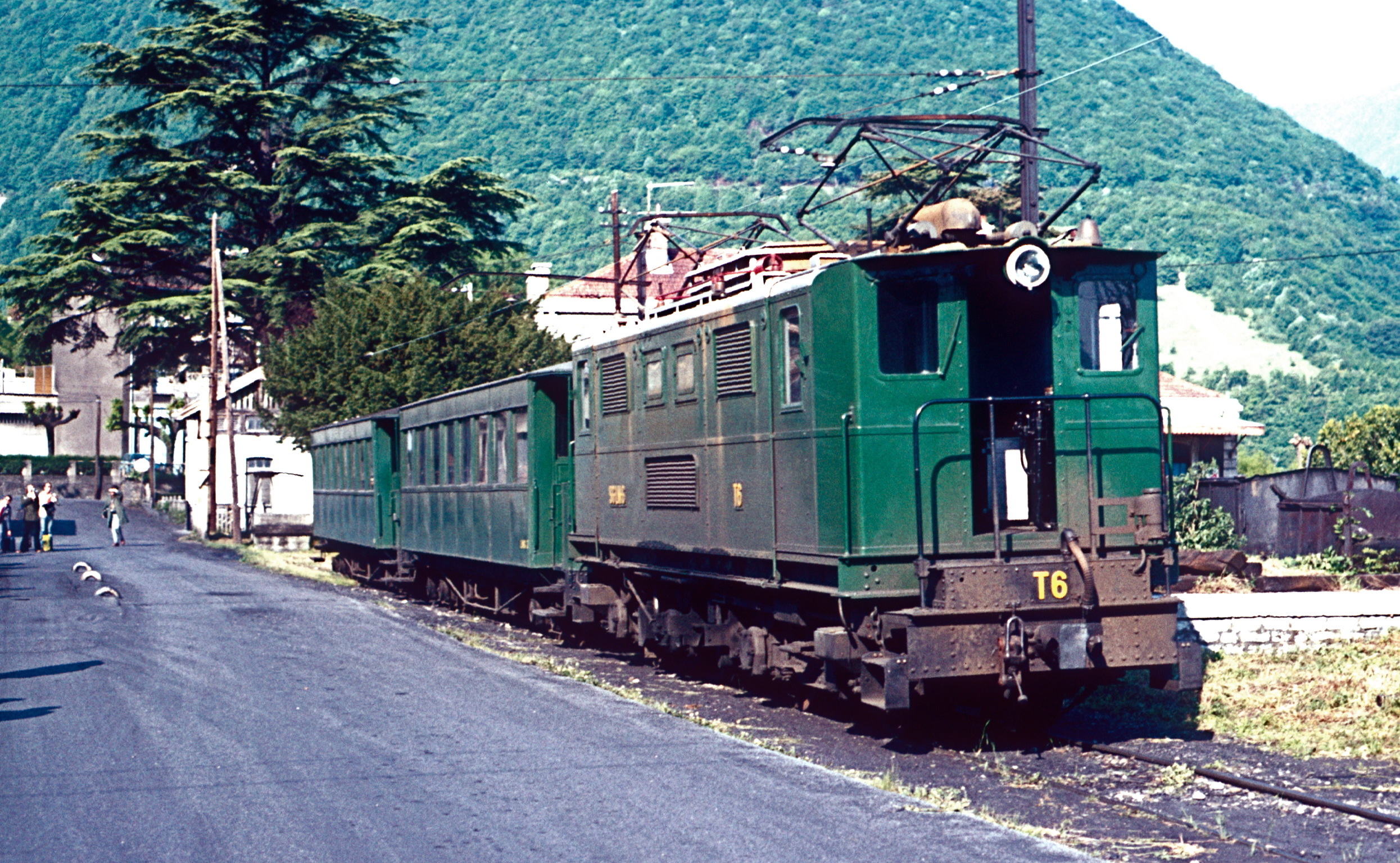
Zug des Chemin de fer de La Mure in Saint-Georges-de-Commiers (1976)